# Сліва (Вармінсько-Мазурське воєводство)
Сліва (пол. Śliwa) — село в Польщі, у гміні Залево Ілавського повіту Вармінсько-Мазурського воєводства.
Населення — 83 особи (2011).
У 1975-1998 роках село належало до Ольштинського воєводства.

## Демографія
Демографічна структура станом на 31 березня 2011 року:
|          | Загалом | Допрацездатний вік | Працездатний вік | Постпрацездатний вік |
| -------- | ------- | ------------------ | ---------------- | -------------------- |
| Чоловіки | 42      | 14                 | 23               | 5                    |
| Жінки    | 41      | 4                  | 23               | 14                   |
| Разом    | 83      | 18                 | 46               | 19                   |